# Internationaler Literaturfilmpreis
Der Internationale Literaturfilmpreis ist ein Filmpreis, der die beste internationale Literaturverfilmung des Jahres auszeichnet. Er wird seit 2004 jährlich im Rahmen der Frankfurter Buchmesse verliehen, um die enge Verbindung von Buch- und Filmbranche zu verdeutlichen.
Gestiftet wurde der Preis ursprünglich von dem Berliner Sender XXP, der Spiegel-Gruppe und der Frankfurter Buchmesse mit dem Ziel, Filme auszuzeichnen, die „Glanzstücke des Kinos sind, die ihrem geschriebenen Pendant in nichts nachstehen, es manchmal sogar überflügeln“. Die Auszeichnung war bis 2014 mit 10.000 Euro dotiert.

## Preisträger

### Verleihung 2004
- Monsieur Ibrahim und die Blumen des Koran (Regie: François Dupeyron, Drehbuch: Éric-Emmanuel Schmitt)

### Verleihung 2005
- Willenbrock (Regie: Andreas Dresen, Drehbuch: Laila Stieler)

Weitere Nominierungen:
- Das Mädchen mit dem Perlenohrring (Regie: Peter Webber, Drehbuch: Olivia Hetreed)
- Mathilde – Eine große Liebe (Regie: Jean-Pierre Jeunet, Drehbuch: Jean-Pierre Jeunet und Guillaume Laurant)
- Million Dollar Baby (Regie: Clint Eastwood, Drehbuch: Paul Haggis)
- Owning Mahowny (Regie: Richard Kwietniowski, Drehbuch: Maurice Chauvet)
- Sideways (Regie: Alexander Payne, Drehbuch: Alexander Payne und Jim Taylor)
- The Door in the Floor – Die Tür der Versuchung (Regie und Drehbuch: Tod Williams)
- Wenn Träume fliegen lernen (Regie: Marc Forster, Drehbuch: David Magee)
- Die Zwillinge (Regie: Ben Sombogaart, Drehbuch: Marieke van der Pool)

### Verleihung 2006
- Wahre Lügen – Where The Truth Lies (Regie und Drehbuch: Atom Egoyan)

### Verleihung 2007
- Ein mutiger Weg – A Mighty Heart (Regie: Michael Winterbottom, Drehbuch: John Orloff)

### Verleihung 2008
- Gomorrha – Reise in das Reich der Camorra (Regie: Matteo Garrone, Buch: Roberto Saviano)

### Verleihung 2009
- Michael Hoffman für Ein russischer Sommer

### Verleihung 2010
- Baran bo Odar für Das letzte Schweigen

### Verleihung 2011
- David Heyman für die Verfilmungen der Harry-Potter-Bücher

### Verleihung 2012
- Stephen Daldry für Extrem laut & unglaublich nah

### Verleihung 2013
- Ziad Doueiri und seine Frau Joelle Touma für The Attack

### Verleihung 2014
- Anton Corbijn für A Most Wanted Man

### Verleihung 2015
- Todd Haynes

### Verleihung 2016
- Tom Ford für Nocturnal Animals[3]